# 山崎今朝弥
山崎今朝弥（日语：／ Yamazaki Kesaya */?，1877年9月15日—1954年7月29日），日本律师，社会主义民主法学家。自称“米国伯爵”（美国伯爵）。

## 生平
1877年生于諏訪郡川岸村。在东京求学，1901年毕业于明治法律学校。1903年赴美国深造。与赤羽一、岩佐作太郎、幸德秋水等人相识。1907年回国后加入东京律师协会，成为职业律师。1916年开设平民法律所。1921年参与日本自由法曹团（自由法律工作者协会）的成立。此后多为社会主义者辩护。担任过自由人权协会理事和国民救援会顾问等职务。主办《解放》杂志，曾刊载已故的日本共产主义运动奠基者片山潜在国外时期寄回日本的许多重要论文。著有《日本社会运动史》等书籍。
1954年7月29日在东京去世。